# Oregoni Egyetem
Az Oregoni Egyetem (angolul: University of Oregon, rövidítve UO, U of O vagy Oregon) 1876. október 16-án megnyílt állami fenntartású kutatóegyetem az Amerikai Egyesült Államok Oregon államának Eugene városában. Portlandben két telephely található; az Oregoni Tengerbiológiai Intézet Charlestonban, a Fenyő-hegyi Obszervatórium pedig Közép-Oregonban van.
Kilenc főiskolája és intézete 315 szakot kínál; ezek többsége tízhetes, negyedéves munkarendű. Az Amerikai Egyetemek Szövetsége az „R1: Doktori képzés – Nagyon magas mértékű kutatói tevékenység” kategóriába sorolja. Igazgatótanácsa 2014 óta létezik.
119 hektáros főcampusa a Willamette folyó mentén fekszik. Az Oregon Ducks sportegyesület által összefogott csapatai a Pac-12 Conference tagjaként a National Collegiate Athletic Associationben játszanak. Legismertebb sportágai az amerikai futball és az atlétika; ezen csapatok az egyetemi logóban is megjelennek. A campusán tartott 2022-es atlétikai világbajnokság volt az első, amelyet az USA-ban rendeztek. Csapatszíneik a zöld és sárga.
Az egyetem szoros kapcsolatot ápol a Nike-kal, valamint Phil Knight társalapítóval: az 1950-es évekbeli állami tőkekivonás miatti adományok miatt az intézményt „Nike Egyetemnek” becézik. Knight (az egyetem öregdiákja) az 1980-as évek végétől kezdődően egymilliárd dollárt (többségében sporttámogatást) adományozott az intézménynek, emellett szorgalmazta az atlétikai jelenlét és a privatizáció mértékének növelését is. Az intézmény logóját 1998-ban a Nike tervezte, emellett sportlétesítményeik tervezésében rendszerint a vállalat mellett Knight is részt vesz.

## Története

### Az indiánok földje
Az egyetem campusa a kalapuják földjén (Kalapuya ilihi) épült. Az 1851-es és 1855-ös egyezményeket követően az őslakosokat kitelepítették; leszármazottaik többségében a Grand Ronde-i és Siletz rezervátumokban élnek.

### Mottója
Az egyetem mottója (mens agitat molem) Vergilius Aeneise VI. könyvének 727. sorából ered; jelentése „az ész tömegeket mozdít” (vagy „az ész hegyeket mozdít”).
Az Eindhoveni Egyetemnek, a Bundeswehr hadiiskolájának és a Warwicki Egyetemnek is ugyanez a mottója.

### Kezdetek
Az intézményt a törvényhozás 1872-ben hozta létre Oregoni Állami Egyetem néven; a szükséges földterület megvásárlásához Eugene lakosai 27 500 dollárt gyűjtöttek. Az egyetem egyetlen létesítménnyel (University épület) nyílt meg. Az első évben öt oktatója és 155 hallgatója volt; 1878-ban öten végeztek. 1881-ben nyolcezer dolláros tartozása miatt majdnem bezárt, azonban Henry Villard hétezer dolláros adományával megmenekült. 1913-ban és 1932-ben javasolták az Oregoni Állami Egyetemmel való összevonást.

### Növekedés
Prince Lucien Campbell rektor 1902 és 1925 közötti regnálása során az intézmény (a költségvetés, hallgatói létszám, oktatói létszám, épületek száma) jelentősen növekedett. A Zenei Intézet 1902-ben, a Tanárképző Intézet 1910-ben, az Építészeti Intézet és az Üzleti Főiskola 1914-ben, a Jogi Intézet 1915-ben, az Újságírói Intézet 1916-ban, az Egészségügyi és Testnevelési Intézet pedig 1920-ban nyílt meg. A Mérnöki Intézet később az Oregoni Mezőgazdasági Főiskola (ma Oregoni Állami Egyetem) része lett.
A háború miatt 1917-ben a tanévet három negyedévre osztották; a rendszer ma is érvényben van.
1932-ben a Zorn–MacPherson Bill javasolta az Oregoni Egyetem és az Oregoni Állami Egyetem összevonását, de a szavazáson 6–1 arányban elbukott. Az 1887-ben alapított orvosi intézetet 1913-ban összevonták a Willamette Egyetem képzésével; 1974-ben ebből jött létre az Oregoni Egészségtudományi Egyetem.
A Molekuláris Biológiai Intézet 1959-ben jött létre.

#### Aranykor
Az 1960-as és 1970-es évek az egyetem aranykorának számítottak. A National Science Foundation támogatási listájában a 25. helyen állt, megelőzve a Rochesteri Egyetemet, a Northwestern Egyetemet, a Coloradói Egyetemet és a Pittsburghi Egyetemet is.
1969-ben a Case Western Reserve Egyetemmel, a Marylandi Egyetemmel és a Dél-kaliforniai Egyetemmel együtt az Amerikai Egyetemek Szövetségének tagja lett.
Az 1978–79-es tanévben 4568 hallgatója volt. 1970 és 1979 között 2614-en szereztek doktori fokozatot.
1970 és 1979 között 817 alapképzésben részt vevő tervezte doktori fokozat szerzését. Ugyan az 1960-as és 1970-es években az alapképzésben részt vevők száma növekedett, az 1980-as, 1990-es és 2000-es években csökkent a közülük doktori fokozatot tervezők száma.
| Évtized | Összes hallgató | Alapképzésben résztvevők | Mesterképzésben résztvevők | Kiadott doktori fokozatok | Doktori fokozatot szerző alapképzésben résztvevők |
| ------- | --------------- | ------------------------ | -------------------------- | ------------------------- | ------------------------------------------------- |
| 1960    | 12 804          |                          |                            | 1203                      | 372                                               |
| 1970    | 16 252          | 12 160                   | 4092                       | 2614                      | 817                                               |
| 1980    | 16 380          | 12 849                   | 3981                       | 1889                      | 612                                               |
| 1990    | 17 015          | 13 477                   | 3538                       | 1883                      | 725                                               |
| 2000    | 20 232          | 16 343                   | 3889                       | 1528                      | 710                                               |
| 2010    | 23 727          | 20 037                   | 3690                       | 1580                      | 810                                               |

Az 1980-as években Paul Olum regnálása alatt, valamint az 1990-es években és a 2008-ban kirobbant gazdasági világválság során jelentős állami forráskivonás történt; ezek hatására több képzést átalakítottak vagy megszüntettek.

### A 21. században
Az egyetem vezetősége a sportlétesítmények, hallgatói központok és kollégiumok felújításáról döntött több százmillió dollár értékben. Ezzel egyidejűleg az állami támogatások csökkentek, a tandíjak és az államon kívül továbbtanulók száma pedig növekedett.
2016-ban a Dunn kollégium nevéből a Ku-Klux-Klanban betöltött vezető szerepe miatt eltávolították Frederic Stanley Dunn oktató nevét.

#### Az állami támogatás csökkenése
Az 1990-es Measure 5 korlátozta az állami ingatlanadó mértékét, ez pedig a költségvetés csökkenéséhez vezetett. A személyfejlesztési főiskola és a tanárképzések megszűntek; 1997-re több mint húsz képzés szűnt meg vagy alakult át.
Az 1990-es évek óta három adománygyűjtés indult 150 millió dolláros céllal; 1992 és 1998 között 255,3 milliót gyűjtöttek.
2001 januárjára az állami támogatás aránya 40%-ról 13%-ra csökkent; David B. Frohnmayer rektor 2008 decemberére hatszázmillió dollárt kívánt összegyűjteni. Több adományozó (például Phil Knight és Lorey I. Lokey) százmilliónál is nagyobb összeget adott, így végül 853 milliót gyűjtöttek.
2014 őszén kétmilliárd dolláros gyűjtőkampány indult, majd 2018 őszén a célt hárommilliárd dollárra emelték. Phil Knight és felesége több nagyobb összeget is adományoztak, majd 2016 októberben bejelentették, hogy félmilliárd dollárt adnak a Phil és Penny Knight Tudományoshatás-fejlesztési Campus létrehozására. Akkor ez volt a legnagyobb adomány, amit kutatóegyetem kapott; 2021-ben Phil Knight további 550 millió dollárt adott.
2022-ben Steve Ballmer, a Microsoft vezérigazgatója 425 millió dollárt adományozott egy gyermek-viselkedéstudományi kutatóintézet létrehozására.
A 2020-as években az Amerikai Egyetemek Szövetsége és a Pac-12 Conference tagjai közül az Oregoni Egyetem esetében a legalacsonyabb az egy hallgatóra jutó állami támogatás.

#### „Nike Egyetem”

Az egyetem logója

Az egyetem logójaként szolgáló zöld O betűt a Nike tervezte; 1998-tól a sportcsapatok, 2002 óta pedig az egész egyetem logója. Belseje a Hayward Sportpályát (atlétika), külseje pedig az Autzen Stadiont (amerikai futball) ábrázolja.
Phil Knight, a Nike társalapítója az 1980-as évektől több százmillió dollárt adományozott az egyetemnek, például a könyvtár (ma Knight Könyvtár) felújítására és a William W. Knight Jogi Központ megnyitására. 1996 és 2016 között nem adományozott nagyobb összeget.
Knight nagyobb összegekkel támogatta az egyetemi sportlétesítmények kialakítását; a projektek az egyetemi kontroll hiánya miatt vitákhoz vezettek. Knight finanszírozta a Hayward Sportpálya felújítását is.
Az intézményt a The New York Times és a The Wall Street Journal is „Nike Egyetemnek” nevezte. Joshua Hunt The University of Nike című könyve Phil Knight és a Nike egyetemre gyakorolt hatását mutatja be.
A sportlétesítmények a campus 16,5%-át foglalják el.

#### Függetlenség
2010-ben az új rektor, Richard Lariviere új finanszírozási modellt jelentett be, amelytől az egyetem függetlenségének növelését remélte. A javaslat nyolcszázmillió dollár állami támogatást és ugyanennyi magánadományt kért.
2010-ben Phil Knight elismerően nyilatkozott Lariviere tervéről:
Ó, rendszeresen beszélünk [Lariviere-rel]. Néhány napja beszéltem vele. Leginkább arról beszéltünk, hogy – a következő lépés az oktatás korszerűsítése, hogy a törvényhozás is beleegyezzen a tervébe, ami egy kissé bonyolult, de az első lépés – nem szeretem ezt a szót használni, mert leegyszerűsítés – az első lépés a magánegyetemmé váláshoz. Mivel az állam a költségvetés 7%-át adja, úgy gondolom, hogy ez lényegében egy magánegyetem, amit az állami törvények korlátoznak… Korlátozza, hogy az államból jövőktől több tandíjat szedjen, így az államban élőkön pénzt veszít, azonban az államon kívülről beiratkozókon pénzt nyer. Szóval egyre inkább a Kaliforniai Egyetem euguene-i telephelyeként funkcionál. Ez a törvényhozás rendeleteinek eredménye.
2012. március 31-én Tim Boyle, a California Sportswear vezérigazgatója felsőoktatási kiválósági akciócsoportot alapított. Május 23-áig több mint 320 ezer dollárt gyűjtöttek; az adományozók között volt Knight és Boyle mellett Patrick Kilkenny is. Boyle szerint a szervezet célja az Oregoni Egyetem függetlenségének növelése.
A függetlenségi mozgalomra válaszul a törvényhozás 2013-ban elfogadta az SB270-es törvényt, amely az állam három legnagyobb intézményeitől megköveteli az önálló igazgatótanács létrehozását. 2014. július 1-jén létrejött az Oregoni Egyetem függetlenséget elősegítő igazgatótanácsa.
2015-ben Michael Schill lett a rektor, ebben az évben a tőkealap nagysága meghaladta a hétszázmillió dollárt. 2022-ben Schill a Northwestern rektora lett, az egyetemet ideiglenesen Patrick Phillips vezeti.

## Campus

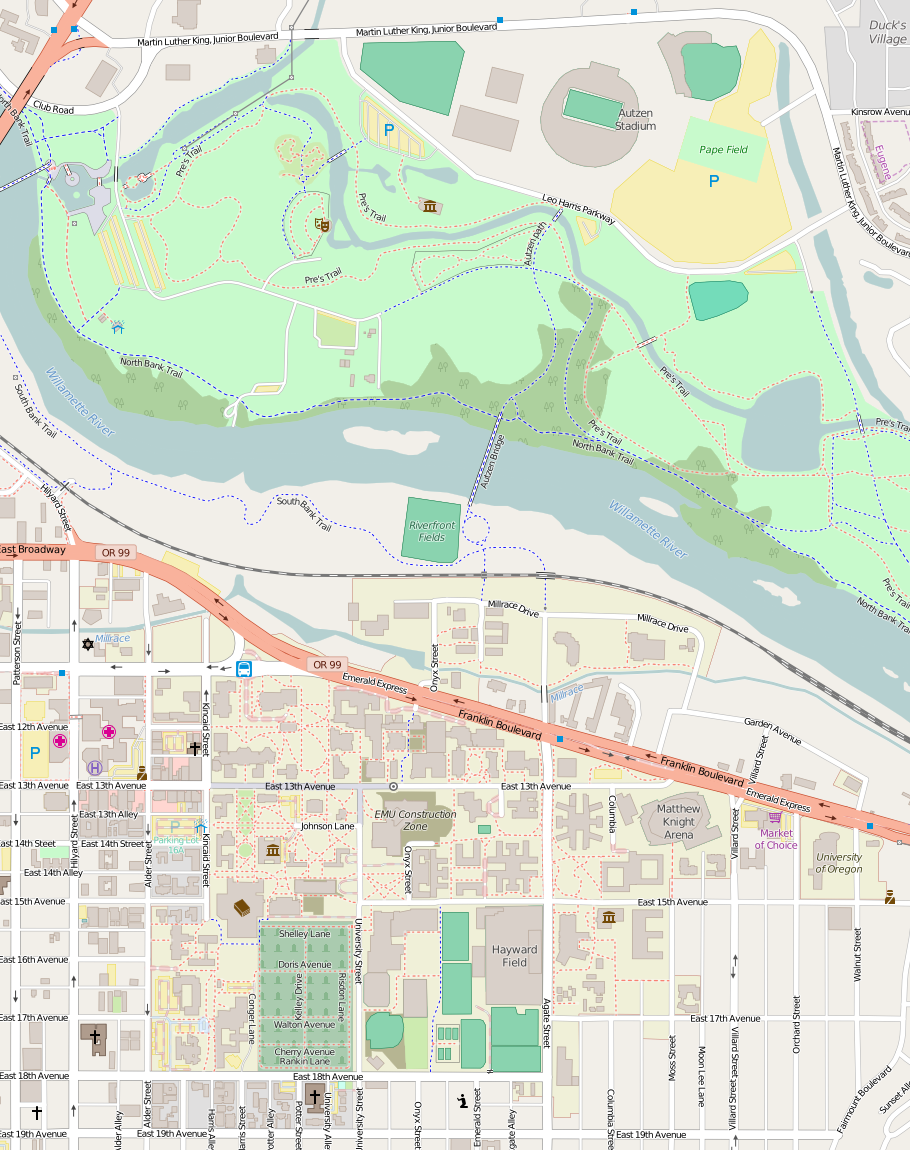
A eugene-i campus térképe

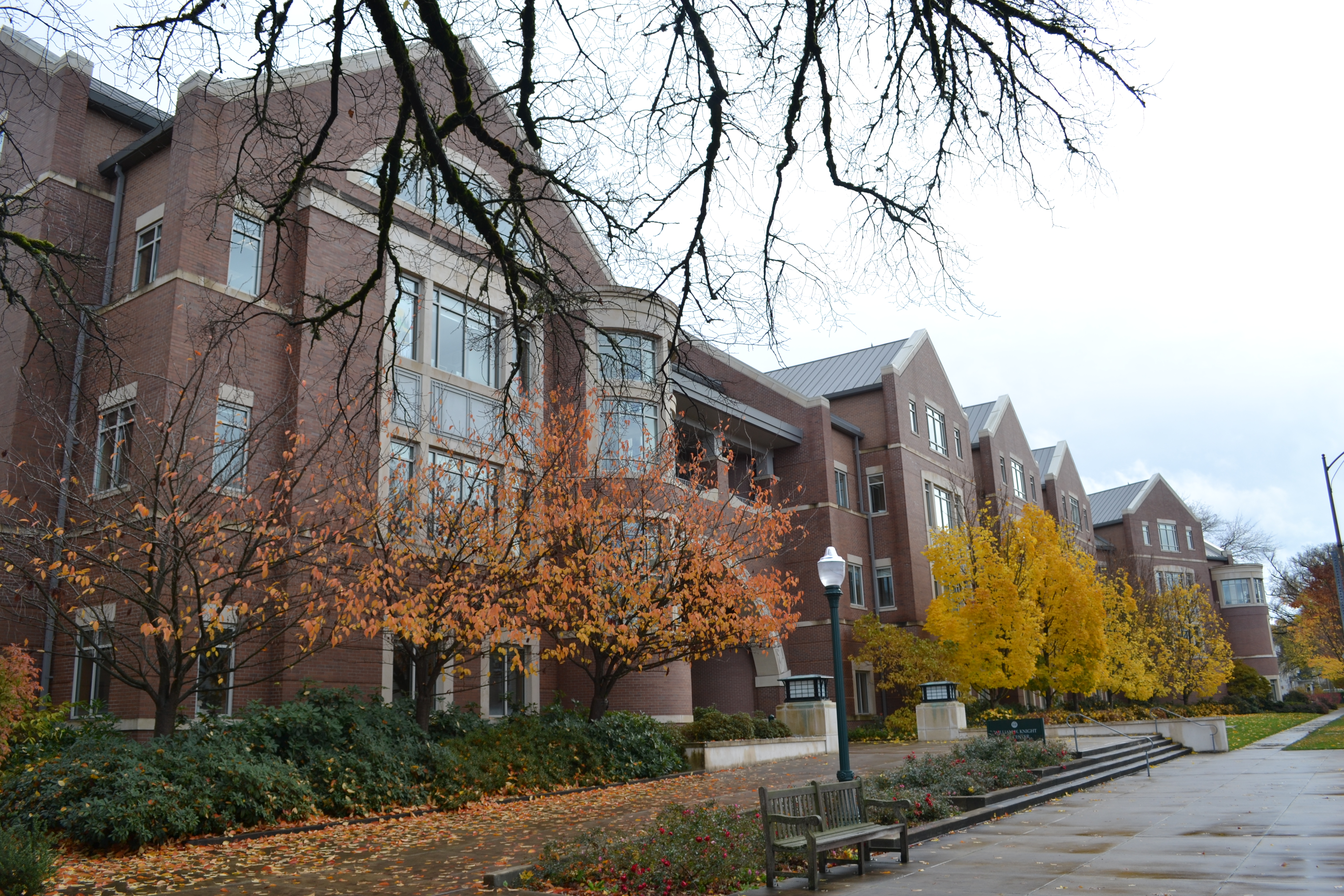
Knight Jogi Központ

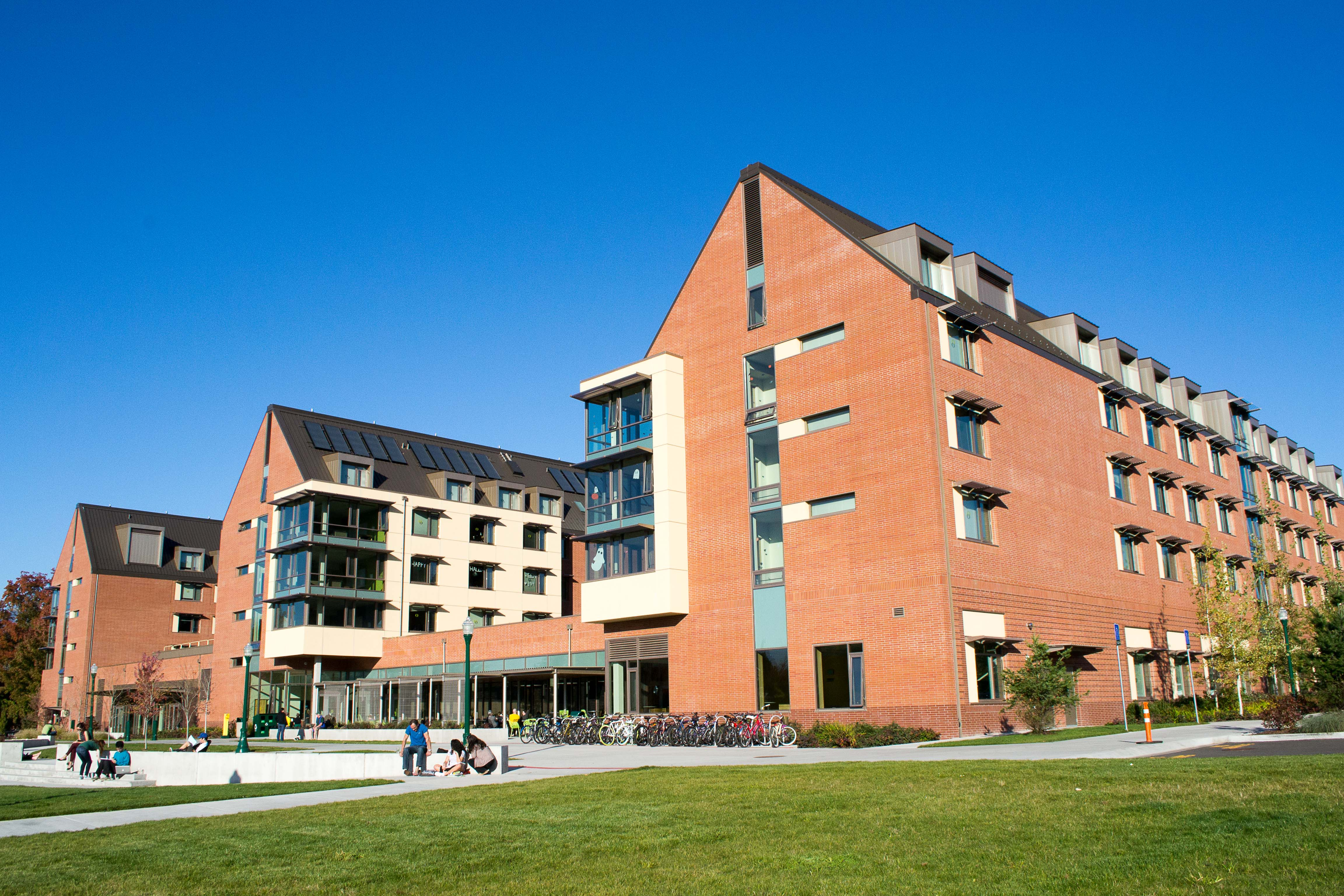
Global Scholars Hall

A Eugene West University városrészében, a telepesek temetője közelében elhelyezkedő 119 hektáros campuson nyolcvan épület található. Arborétuma ötszáz fajból áll; az intézmény területén összesen háromezer fa van. A campuson rendezik meg az Oregon Bach Festivalt.
Az Ellis F. Lawrence tervei alapján létesült épületek négyszögletes területekre osztva helyezkednek el, egy részük a 13. sugárút mentén. A kísérleti campus terveiről Christopher Alexander The Oregon Experiment című könyvében ír; eszerint kevés nagy helyett sok kicsi létesítményt kell felépíteni a leendő használók bevonásával.
Ugyan az oktatási létesítmények nagy területen szóródnak, többségük a 13. sugárúton fekszenek; a Kincaid utca csomópontjában erős a gyalogosforgalom. A hallgatói szervezetek épületei középen, míg a kollégiumok keleten helyezkednek el. A sportlétesítmények a déli részen vannak; az Autzen Stadion és a PK Park a Willamette folyó túlpartján fekszenek. A portlandi telephely a White Stag Block mentén található.
A campuson 2012 óta tilos a dohányzás.

### Régi campus
A mai campus északnyugati részén található az egyetem legrégebbi létesítménye, az 1876. október 16-án megnyílt University épület. 1893-ban felvette Matthew Deady bíró nevét, 2020 júniusában pedig Deady rasszista nézetei miatt ideiglenesen Universityre nevezték át. A színházművészeti és irodalmi tanszékeknek otthont adó, 1886-ban megnyílt Villard épület névadója az 1881-ben az intézménynek pénzügyi támogatást nyújtó Henry Villard vasútmágnás. 1977-ben mindkét épületet műemléknek nyilvánították.
A régi campustól délre található tér északi végén a Knight könyvtár, déli végén pedig a Lillis Üzleti Komplexum található. Nyugatra az intézmény legmagasabb létesítménye, a Prince Lucien Campbell rektorról elnevezett Prince Lucien Campbell épület (PLC) és a földrajzi tanszéknek otthont adó Condon épület található. Keletre a Jordan Schnitzer Művészeti Múzeum, szemközt pedig a Robert D. Clark Tehetséggondozó Főiskola székhelye, a Chapman épület fekszik.

### Központi campus
A központi campuson oktatási épületek, az adminisztráció székhelye és szórakoztató létesítmények találhatók. A Johnson épületben működik az igazgatótanács és a rektori kabinet; a létesítmény előtt található Alexander Phimister Proctor 1919-ben készült The Pioneer bronzszobra, amely egy telepest ábrázol. 1932-ben Proctor The Pioneer Mother alkotását az épület túlsó oldalán állították fel, hogy a két szobor az ablakokon keresztül „láthassa egymást”. 2020-ban tüntetők mindkét szobrot ledöntötték.
Az építészeti főiskola az első dékánjáról, Ellis F. Lawrence-ről elnevezett Lawrence épületben található. A kommunikációs intézet az 1954-ben átadott Allen épületben működik.
Itt található az Erb diákszövetségi épület is.

### Lorry I. Lokey Tudományos Komplexum és keleti campus
A 13. sugárút északi oldalán, a Lawrence épülettől keletre található a Lorry I. Lokey Tudományos Komplexum, melynek központi részén a Willamette épület Paul Olum matematikusról elnevezett átriuma van. A Willamette épület (fizikai tanszék), a Cascade épület (földrajzi tanszék), a Deschutes épület (informatikai tanszék) és a Streisinger épület 1989-ben nyíltak meg.
A komplexumban két integratív tudományi létesítmény működik. A Lokey Laboratórium fenntartója az Oregoni Nano- és Mikrotechnológiai Intézet. 2008-ban felvette az építkezésre 25 millió dollárt adományozó Lorry I. Lokey üzletember nevét. Az Allan Price Tudományos Tér és Kutatókönyvtár 2016-ban új épülettel bővült.
A campus északkeleti sarkában a Ford Öregdiákközpont és a Matthew Knight Aréna található. A keleti részen kollégiumok vannak; a Carson épületben étkező, tőle délre pedig tanulószobák és szórakoztató létesítmények vannak. A legújabb kollégium a tehetséggondozó főiskola hallgatóit elszállásoló, 2012-ben megnyílt Global Scholars Hall.

### Déli campus
A déli campus központi részén található a sportlétesítmények többsége, például a Hayward Sportpálya, amely több bajnokság helyszíne is volt.
A sportlétesítményektől nyugatra a telepesek temetője, attól nyugatra pedig a Tanárképző Főiskola helyezkedik el, a Haywarddal szemközt pedig a jogi központ található. A közelben található a HEDCO oktatási épület és a Frohnmayer Zenei Központ. A természettörténeti múzeum a jogi központtól keletre van.

### Knight campus
A Phil és Penny Knight nevét viselő alkalmazott tudományos campus a Franklin sugárút északi részén fekszik. A házaspár két részletben egymilliárd dollárt adományozott az egyetemnek, a finanszírozás maradékát államkötvényekből és magántámogatásokból kívánják fedezni.
A campustól az oregoni biotechnológiai szektor felfutását remélik, azonban más egyetemek oktatói szkeptikusak.

### Telephelyek
Az egyetem tulajdonában van a Riverfront kutatócampus, ahol a zebradánióról elnevezett Zebrafish Information Network biológiai adatbázist is működtetik. A telephelyet számos kritika érte a társadalmi egyeztetés hiánya és a zöldterületek parkolóként való hasznosítása miatt. Ugyan az egyetemi és hallgatói szenátus is elutasította a Willamette folyó partjának beépítését, léteznek erre vonatkozó tervek. 2010 márciusában városlakók, hallgatók és oktatók egy csoportja megfellebbezte a földhasználati engedély meghosszabbítását.

#### Portland
Az építészeti, jogi, kommunikációs és üzleti főiskolák és intézetek is folytatnak képzéseket Portland óvárosában, a White Stag Blockban található bérleményben, emellett több tanszéknek is vannak itt irodái. A The Duck Store könyvesboltot tart fenn.
A portlandi képzéseket az egykori Concordia Egyetem 2022-ben megvásárolt épületébe tervezik átköltöztetni.

### Fenntarthatóság
Az építészeti alapképzés a DesignIntelligence magazin fenntarthatósági rangsorában az állami intézmények között az első helyen áll. Az intézményt a Fenntartható Alapok Intézete 2011-ben B+-ra értékelte.
Az új épületeknél az állam elvárja a fenntarthatóságot. A 2003-ban megnyílt Lillis Üzleti Komplexum a LEED ezüst fokozatú energiahatékonysági tanúsítványával rendelkezik, akkoriban ez volt a legmagasabb, amit USA-beli felsőoktatási épület megkapott. Azóta tizenöt épület rendelkezik ezüst vagy annál magasabb fokozattal.

### Kollégiumok
A hallgatói önkormányzatnak a 13. és University utcák csomópontjában fekvő Erb Memorial Union (EMU) ad otthont. 2013 és 2016 között felújították; 1973-ban épült szárnyát 2014-ben lebontották és helyére új létesítmény épült. A 2016-ban újranyílt épületben étkezők, irodák és társalgók vannak.
Az EMU-tól délre fekszik a rekreációs központ, valamint a Lyllye Reynolds-Parker oktatóról elnevezett, 2019-ben megnyílt kulturális központja.
Az egyetemnek tizenkettő kollégiuma van. A Kalapuya Ilihi 531 férőhelyes, az Unthank pedig 2021-ben nyílt meg.

## Oktatás
| Országos                               | Országos |
| -------------------------------------- | -------- |
| Forbes                                 | 133      |
| Times/Wall Street Journal              | 241      |
| U.S. News & World Report               | 98       |
| Washington Monthly                     | 122      |
| Globális                               |          |
| Academic Ranking of World Universities | 301–400  |
| QS                                     | 701–750  |
| Times                                  | 354–400  |
| U.S. News & World Report               | 244      |

| Éves tandíj            | Éves tandíj |
| ---------------------- | ----------- |
| Oregoni lakosoknak     | 10 288,5 $  |
| Nem oregoni lakosoknak | 32 023,5 $  |
| Becsült éves költség   |             |
| Oregoni lakosoknak     | 25 523,5 $  |
| Nem oregoni lakosoknak | 47 258,5 $  |

Az egyetem szervezeti egységei:
- Bölcsészettudományi Főiskola
  - Globális Tanulmányok és Nyelvek Intézete
- Charles H. Lundquist Üzleti Főiskola
  - Számviteli Intézet
- Tervezési Főiskola
  - Építészeti és Környezeti Intézet
  - Művészeti és Tervezési Intézet
  - Tervezési, Közigazgatási és Vezetési Intézet
  - Tanárképző Főiskola
  - Robert D. Clark Tehetséggondozó Főiskola
- Mesterképzési Tanszék
- Újságírói és Kommunikációs Intézet
- Jogi Intézet
- Zene- és Táncintézet

Az egyetem 315 képzést kínál. Hallgatói az USA 50 államából, a fővárosból, kettő külbirtokról és a világ 89 országából származnak. A legnépszerűbb képzés az MBA-előkészítő.
A nyelvi intézet a bölcsészettudományi főiskola része. Az 1884-ben alapított üzleti iskola számviteli, döntéstudományi, vállalkozói, vezetési, marketing és pénzügyi képzéseket indít. Az Ellis F. Lawrence által 1914-ben alapított tervezési főiskolán a tervezéssel és kapcsolódó joggal kapcsolatos képzések folynak. A tanárképző főiskola 1910-ben jött létre intézetként. A tehetséggondozó főiskolán a hallgató-oktató arány 25:1. Az Allen épületben található kommunikációs főiskola az USA egyik legrégebbi újságírói iskolája; 1912-ben alakult tanszékként, 1916 óta pedig önálló szervezeti egység. A jogi iskola 1884-ben nyílt meg Portlandben és 1915-ben költözött Eugene-be. A zenei intézet 1886-ban alakult, 1900 óta működik önálló intézetként.
Az orvosi iskola 1887-ben jött létre; 1913-ban a Willamette Egyetem képzésébe olvadt, 1974-ben pedig Oregoni Egészségtudományi Egyetem néven önálló intézménnyé alakult.
Az intézményt az Északnyugati Főiskolák és Egyetemek Szövetsége akkreditálta.

### Alapképzési statisztikák
A U.S. News & World Report adatai szerint a felvételizőket erősen szűrik. 2019 őszén a felvételizők 81,6%-át vették fel és 20,3% iratkozott be.
2019 őszén a SAT felvételi pontszámok középátlaga szövegértésből 560–660 pont, matematikából pedig 540–650 pont volt (a maximum pont 800). Az ACT tesztnél a középátlag 22–28 pont volt (a maximum pont 36). A felvételizők átlagos középiskolai tanulmányi átlaga 3,65 volt (a maximum érték 4). A jelentkezők tíz százaléka közölte középiskolai tanulmányi átlagát; közülük 26% a felső tíz, 57% a felső 25, míg 86% a felső 50 százalékban volt.
|                  | 2019      | 2018      | 2017      | 2016     | 2015      |
| ---------------- | --------- | --------- | --------- | -------- | --------- |
| Jelentkezők      | 27 358    | 24 474    | 20 317    | 21 821   | 22 000    |
| Felvettek        | 22 329    | 20 404    | 16 824    | 16 992   | 16 328    |
| Felvettek %-a    | 81,6      | 83,4      | 82,8      | 77,9     | 74,2      |
| Beiratkozottak   | 4525      | 4168      | 3938      | 4041     | 4133      |
| Tanulmányi átlag | 3,65      | 3,59      | 3,55      | 3,58     | 3,61      |
| SAT pontszám     | 1100–1310 | 1080–1290 | 1080–1270 | 980–1220 | 1000–1230 |

### Oktatók
Az egyetem legalább 19 oktatója az Amerikai Tudományos Akadémia tagja. A 2023–2024-es tanévben 1992 oktatója van.
Az intézmény az oktatói fizetések rangsorában a 80., a bérkorrekciókat figyelembe vevőben pedig 58.
|            | 2017–18-as fizetés | 2017–18-as fizetés és bérkorrekció |
| ---------- | ------------------ | ---------------------------------- |
| Oktató     | 134 800 $          | 190 200 $                          |
| Docens     | 98 100 $           | 139 400 $                          |
| Tanársegéd | 84 900 $           | 119 300 $                          |

### Kutatás
Az intézmény az Amerikai Egyetemek Szövetségének (AAU) tagja. A Carnegie-osztályozás szerint nagyon magas kutatói tevékenységet folytat. Az AAU adatai szerint 2018-ban 111 millió dollárt fordítottak kutatásra, ezzel az államban a 158-ak.
19 kutatóközpontja és kilenc kutatási alaplétesítménye van.

## Szervezeti felépítés

### Vezetőség
Az intézmény alapszabálya kimondja, hogy az oktatók a szenátuson keresztül képviseltetik magukat, amely az egész intézmény érdekeit figyelembe veszi. Az igazgatótanács 2014-ben alakult; feladata az egyetem működésének felügyelete.
Michael Gottfredson lemondása miatt a rektori pozíciót 2014. augusztus 6-a és 2015. június 30-a között ideiglenesen Scott Coltrane igazgatási vezető töltötte be. Gottfredson a szexuális erőszakkal kapcsolatos vádak helytelen kezelése, egy százmillió dolláros adomány visszautasítása, a szakszervezetbe lépő oktatók elidegenítése és az oktatási szabadság megsértése miatt lemondását annak megtörténte előtt kevesebb mint 24 órával korábban jelentette be. Mivel hat éven belül ő volt a negyedik rektor, a pozíciót a The Chronicle of Higher Education „forgóajtónak” nevezte.
Az intézményt 2015 és 2022 között Michael Schill vezette, a pozíciót 2023 óta pedig John Karl Scholz tölti be.

### Költségvetés
Az egyetem 2024-es költségvetése 1,35 milliárd dolláros kiadással és 1,37 milliárd dolláros bevétellel számol. Beruházásokra 228 600 dollárt különítettek el.

### Biztonság
Az egyetemnek saját rendőrsége van.
Az intézmény szerepelt a felsőoktatási intézményekben történő nemi erőszakot vizsgáló The Hunting Ground című dokumentumfilmben, mivel engedélyezték három nemi erőszakkal vádolt kosárlabdázónak az NCAA bajnokságán való részvételt.
2018-ban nyolc nemi erőszakot, valamit 364 kábítószerrel és 894 alkohollal való visszaélést jelentettek.

## Könyvtárak és múzeumok

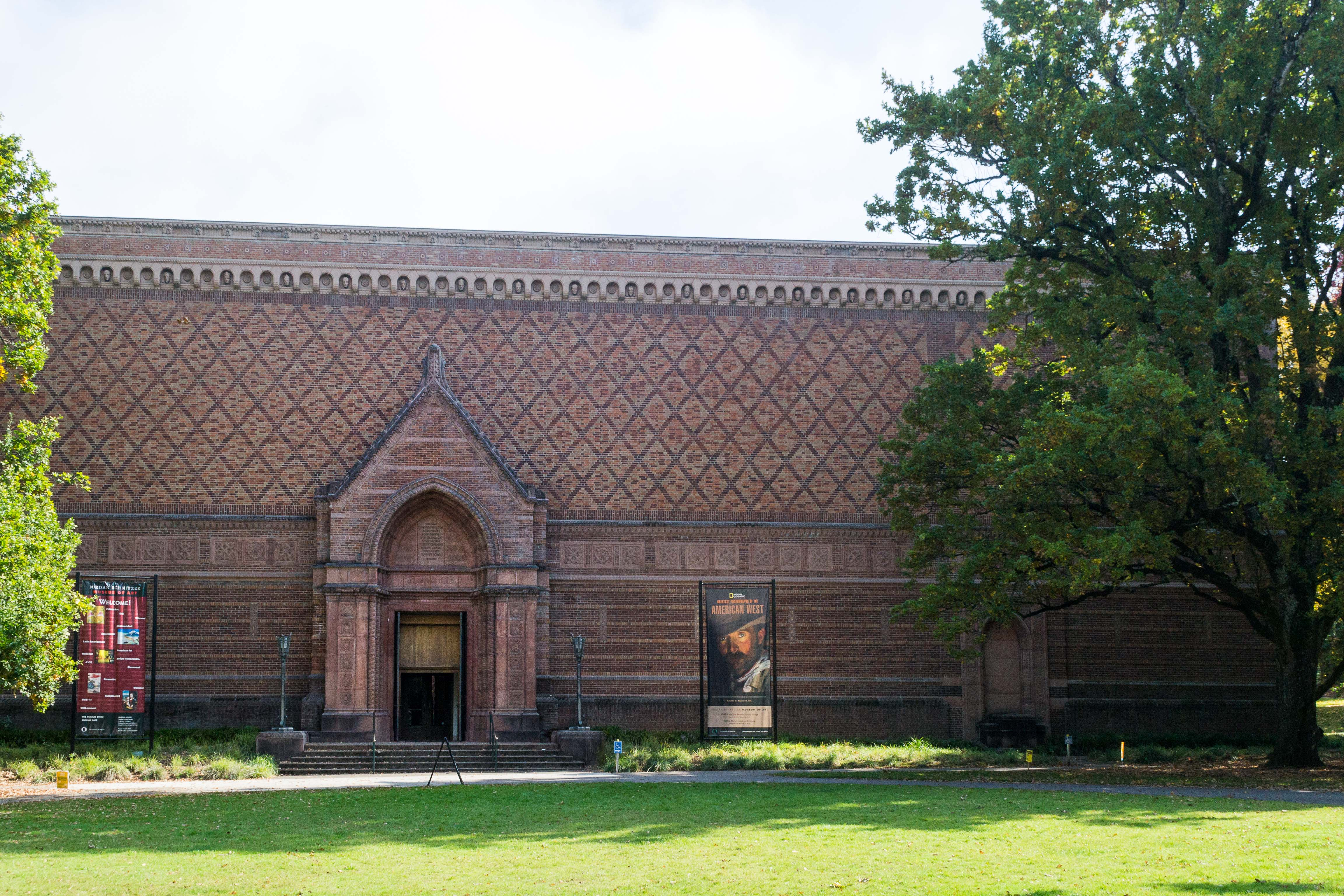
Jordan Schnitzer Művészeti Múzeum

Az intézmény a Kutatókönyvtárak Szövetségének tagja. A Knight Könyvtár bölcsészet-és társadalomtudományi kiadványokat, tananyagokat, zenei és kormányzati anyagokat, térképeket és filmeket gyűjt, emellett itt található az egyetemi levéltár is. Emellett több telephelye is van:
- Tervezői Könyvtár (Lawrence épület)
- John E. Jaqua Jogi Könyvtár (Knight Jogi Központ)
- Loyd és Dorothy Rippey Könyvtár (Oregoni Tengerbiológiai Intézet)
- Matematikai Könyvtár (Fenton épület)
- Portlandi Könyvtár és Tanulószoba (White Stag Block)
- Tudományos Könyvtár (Price Science Commons)

A Scholars’ Bank az egyetemi tudományos tevékenységet nyomon követő nyílt hozzáférésű könyvtár. A Knight Könyvtár különgyűjteményeiben megtalálhatók Gardner Fox író kéziratai, képregényei és rajongói levelei, valamint a Gertrude Bass Warner gyűjtemény részeként japán vallásos áldozati matricák is.
Az egyetemen található a Jordan Schnitzer Művészeti Múzeum, illetve a Természet- és Kultúrtörténeti Múzeum is.

## Hallgatói élet

### Klubok és csoportok
Az egyetemen több mint 250 hallgatói csoport működik, többségük az EMU-ban; emellett három a cappella zenekaruk is van.

### Hallgatói önkormányzat
Az Associated Students of the University of Oregon felel az oktatási és kulturális támogatásokért, valamint a hallgatói klubokért. A hallgatói szenátusnak hat tagja van: öten szavazati joggal rendelkeznek, a hatodik pedig az ASUO elnöke, szavazati jog nélkül. Oregon kormányzója egy hallgatót delegál az egyetemi igazgatótanácsba.
2023-ban a szervezetnek 1,7 millió dolláros többlete volt.
A Residence Hall Association a kollégiumi körülményekért felel, valamint a fejlesztési javaslatokat továbbítja az egyetemnek.

#### Graduate Teaching Fellows Federation
Az 1976-ban alapított Graduate Teaching Fellows Federation a tanársegédek szakszervezete. Létrehozását az intézmény ellenezte, mert szerintük a képviseltek „hallgatók, nem munkavállalók”, azonban az állam támogatta. Első szerződésüket 1977 áprilisában állították össze, és két sztrájkszavazást követően fogadtatták el az egyetemmel. 1993-ban elérték, hogy egészségbiztosításukat munkáltatójuk fedezze.
2014 októberében egy hétig sztrájkoltak a bérminimum és a fizetett betegszabadság bevezetéséért. Ugyan az intézményt sztrájktöréssel, a külföldi hallgatók megfélemlítésével és jogtalan követelmények támasztásával vádolták, sikerült kompromisszumos megállapodásra jutniuk.

## Oregon Bach Festival
Az Oregon Bach Festivalt 1970-ben alapította Helmuth Rilling zeneszerző és Royce Saltzman oktató. Évente negyvenezren látogatják.
A rendezvényen felléptek Frederica von Stade, Bobby McFerrin, Garrison Keillor és Thomas Quasthoff is, emellett Arvo Pärt, Osvaldo Golijov és Tan Tun műveit is bemutatták. Krzysztof Penderecki Credójának 2001-es bemutatója Grammy-díjat nyert.

## Média
Az egyetemnek több hallgatói folyóirata is van (például Daily Emerald, Oregon Commentator és Ethos Magazine), emellett a eugene-i campuson működnek a KWAX és KWWA rádióadók.

## Sport

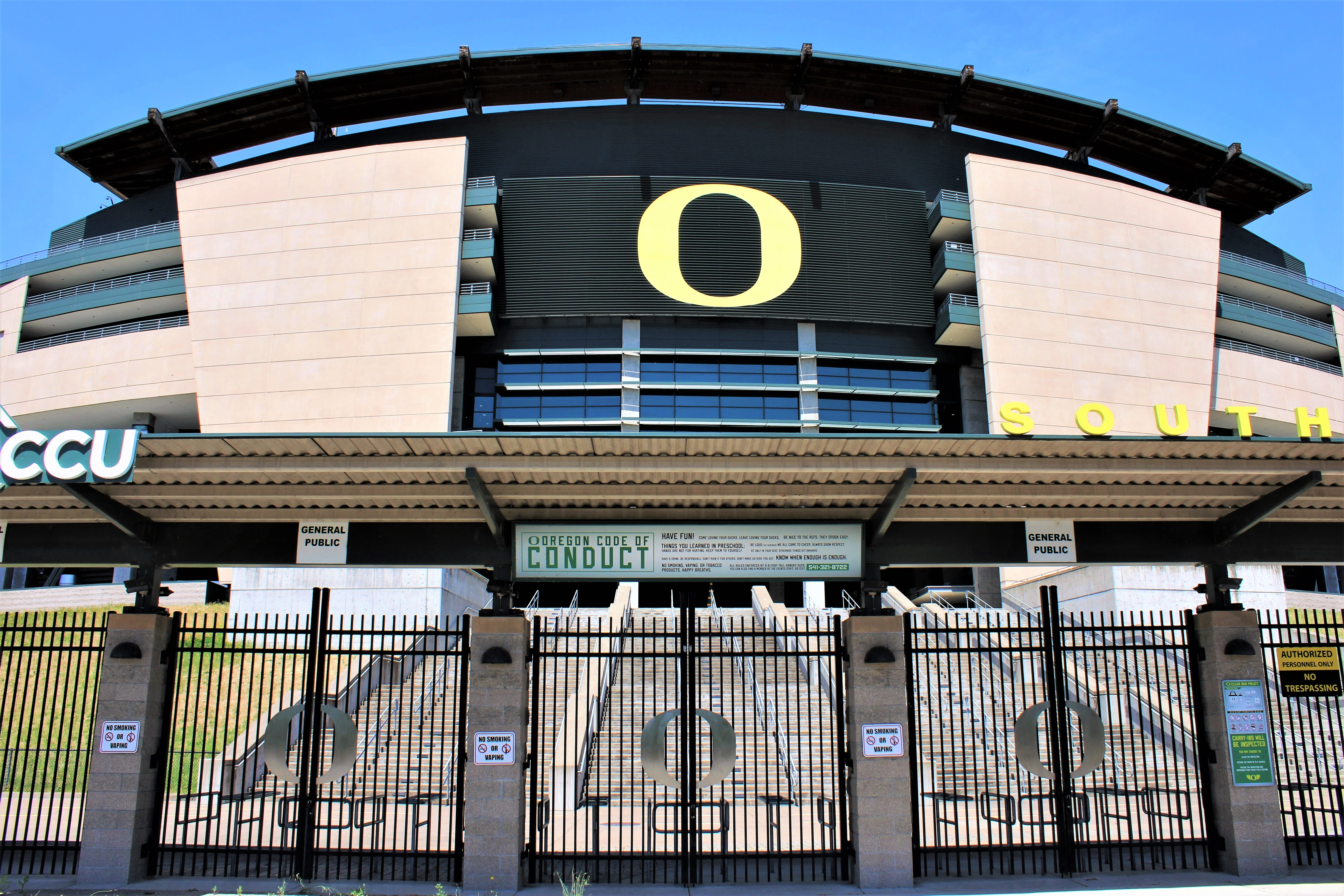
Autzen Stadion

Az egyetemi sportegyesület 2024 augusztusáig a Pac-12 Conference tagjaként az NCAA I-es divíziójában játszik. A csapatok 28 NCAA-bajnokságon győztek, emellett az atlétikacsapat sportolói hatvan egyéni címet nyertek. Az atlétikasikerek és a Nike-kal való kapcsolat miatt Eugene-t „Track Townnak” is becézik. A Duck fő riválisai az Oregon State Beavers, a Washington Huskies és a Washington State Cougars. 1900, 1901, 1911, 1943 és 1944 kivételével minden szezon utolsó amerikaifutball-mérkőzését a Beavers-szel játszották.
Tizennégy versenysportcsapatuk van (amerikai futball, kosárlabda, terepfutás, atlétika, baseball, softball, tenisz, golf, labdarúgás, lacrosse, röplabda és akrobatika), emellett az I-es divízióban klubsportokat (rögbi, labdarúgás, evezés és vízilabda) is játszanak.
A legsikeresebbek az atlétika- és terepfutócsapatok. Számos sikeres sportoló került ki az egyetemről, mint Steve Prefontaine és Alberto Salazar; utóbbi élethosszig való eltiltásáig edző is volt. A Nike-ot Bill Bowerman atlétikaedző és Phil Knight futó alapították.
Az 1893-ban alapított amerikaifutball-csapat első mérkőzését 1894-ben játszotta. Az 1917-es Rose Bowlon legyőzték a Penn Quakerst (Pennsylvaniai Egyetem). A „magas fenyők” becenevű 1938–39-es csapat 1939. március 28-án NCAA-bajnoki címet nyert az Ohio State Buckeyes (Ohiói Állami Egyetem) ellen.
Az 1908-ban alapított baseballcsapatot 1981-ben a nemi alapú diszkriminációról szóló Title IX-nal összhangban megszüntették. 2007-ben Patrick Kilkenny atlétikai igazgató bejelentette, hogy a baseball mellett a női akrobatikát is felveszik a sportágak közé, azonban a birkózócsapatot megszüntetik.

### Belépés a Big 10 Conference-be
2023. augusztus 4-én az intézményt a Washingtoni Egyetemmel együtt a Big Ten Conference felvette tagjai közé; erre a Pac-12 Conference közvetítési jogainak lejártakor, 2024. augusztus 2-én fog sor kerülni.

### Kapcsolat a Nike-kal
A Nike két társalapítója is az egyetem hallgatója volt; Phil Knight egymilliárd dollárnyi adományait többségében sportfejlesztésekre fordították. Az intézmény állítása szerint ez nem befolyásolja az Oregon State Beaversszel szembeni mérkőzéssorozatot.

### Kabala
Leo Harris atlétikai igazgató és Walt Disney 1947-es megállapodása értelmében az egyetem kabalája Donald kacsa. Disney 1966-os halálakor ennek jogát a Disney írásos szerződés hiányában megtámadta; szerződést 1973-ban írtak. 1978-ban és 2003-ban megpróbálták lecserélni a kacsát, de mindkét új kabala népszerűtlen volt.

### Csapatinduló
Az egyesület csapatindulója az Albert Perfect oktató és John DeWitt Gilbert hallgató által 1916-ban szerzett Mighty Oregon. Elkészülte óta többször áthangszerelték.

## Filmekben
Az 1978-as Party zóna című filmet a eugene-i campuson és annak térségében forgatták. A Delta House homlokzataként mutatott épületet lebontották, de a beltéri jeleneteknek otthont adó Szigma Nű épület ma is áll (a jelenetet, ahol Bluto felmászik a létrán, hogy meglesse a női hallgatókat, utóbbi homlokzata előtt vették fel). A filmben feltűnnek még a Johnson, Gerlinger, Fenton, Carson és Erb épületek; a film ételcsatáját utóbbi étkezőjében (Fishbowl) forgatták. A filmben szerepel a könyvtár és a művészeti múzeum is.
Ezen kívül az alábbi filmeket forgatták a campuson:
- Abe Lincoln in Illinois (1940)
- Five Easy Pieces (1970)
- Drive, He Said (1970)
- How to Beat the High Cost of Living (1980)
- Personal Best (1982)
- Stand By Me (1986)
- Without Limits (1998)
- Zerophilia (2005)

## Nevezetes személyek

### Hallgatók
Az egyetem öregdiákjai között ketten Nobel-díjasok, öten az Amerikai Tudományos Akadémia tagjai, tizenhatan Pulitzer-díjasok, illetve tizenkilencen Rhodes- és öten Marshall-ösztöndíjasok.
Az egyetemnek a világon több mint 195 ezer öregdiákja van; a Ford Öregdiákközpontban interaktív kiállítást létesítettek, valamint itt található az öregdiák-szövetség székhelye is.
A nevezetes egykori hallgatók között vannak:
- Ahmad Rashad, sportkommentátor
- Ann Curry, televíziós műsorvezető
- Asher Cohen, a Jeruzsálemi Héber Egyetem rektora
- Chuck Palahniuk, író
- Dan Fouts, sportkommentátor
- Douglas Hofstadter, viselkedéskutató
- Gene Block, a UCLA kancellárja
- Hilda Heine, a Marshall-szigetek elnöke
- Justin Herbert, amerikaifutball-játékos
- Kaitlin Olson, színész
- Ken Kesey, író
- Lee Bollinger, a Columbia Egyetem rektora
- Luke Jackson, kosárlabdázó
- Luke Ridnour, kosárlabdázó
- Marcus Mariota, amerikaifutball-játékos
- Mark Few, a Gonzaga Bulldogs kosárlabdaedzője
- Pamela Bjorkman, biológus
- Peter Hollens, vokalista
- Phil Knight, üzletember, a Nike társalapítója
- Hollie Pihl, bíró
- Ron Wyden, szenátor
- Sabrina Ionescu, kosárlabdázó
- Stephen J. Cannell, forgatókönyvíró
- Tony Glausi, trombitás

### Oktatók és edzők
Az egyetem oktatói és kutatói között egy Nobel-díjas és 19 Akadémia-tag van, valamint ketten kapták meg az elnöki tudományos érmet.
A jelenlegi és korábbi oktatók között vannak:
- Arthur Erikson, építész
- Brian Matthews, biokémikus
- David J. Wineland, Nobel-díjas fizikus
- Franklin Stahl, biológus
- George Streisinger, biológus
- Michael Posner, idegtudós
- Paul Slovic, kockázatkutató

A nevezetes edzők között vannak Bill Bowerman atlétikaedző, a Nike társalapítója és Chip Kelly amerikaifutball-edző.

## Fordítás
- Ez a szócikk részben vagy egészben  az   University of Oregon című angol Wikipédia-szócikk ezen változatának fordításán alapul.  Az eredeti cikk szerkesztőit annak laptörténete sorolja fel. Ez a jelzés csupán a megfogalmazás eredetét és a szerzői jogokat jelzi, nem szolgál a cikkben szereplő információk forrásmegjelöléseként.